# Joris-Karl Huysmans
Charles Marie Georges Huysmans, más conocido como Joris-Karl Huysmans (París, 5 de febrero de 1848 - ibídem, 15 de mayo de 1907), fue un escritor francés. Los trabajos de Huysmans expresan un disgusto por la vida moderna y un profundo pesimismo, especialmente su obra más conocida, A contrapelo (À rebours, 1884).

## Biografía
Nacido de  padre neerlandés llamado Godfried Huysmans, litógrafo de profesión, y madre francesa, Malvina Badin, maestra de escuela. Fue bautizado el 6 de febrero en la iglesia de Saint-Séverin, hizo la primera comunión en 1860 y la Confirmación en 1861. Su padre murió en 1856 y su madre se volvió a casar en 1857 con un hombre de negocios protestante: Jules Og, con el que tuvo dos hijas, Juliette y Blanche. Su madre mandó a Georges a la pensión Hortus, de la que guardó muy malos recuerdos. Estudió en el Liceo Saint-Louis, sin dejar de residir en la pensión.
Terminados sus estudios primarios, empezó la carrera de leyes, que no terminó, tras ingresar como funcionario del Ministerio del Interior en el que permaneció hasta 1898, año en el que se jubiló como jefe de sección honorífico.

## Carrera literaria
La "Revue Mensuelle" del 27 de noviembre de 1867, publica su primer texto, titulado "Des paysagistes contemporains".. En 1874 publicó por su cuenta un conjunto de poemas titulado "Le Drageoir à épices". Sus primeras novelas, como "Marta, historia de una muchacha" (1876) y "Las hermanas Vatard" (1879), estaban inspiradas por el naturalismo de Émile Zola. Acudía a las veladas del "círculo de Médan", para el que colaboró con un cuento, La mochila al hombro, o "El petate" sobre sus recuerdos militares. El libro colectivo publicado, Las veladas de Médan, constituye, de hecho, el manifiesto del naturalismo
Empieza a mover su perspectiva. Escribe unos "Croquis parisiens" de valía. Nuevas obras como "En ménage", 1881, y al año siguiente "A vau l'eau" (A la deriva o Aguas abajo) están llenas de vidas insípidas, muy contemporáneas e implacablemente descritas. Ya resalta su disgusto por un mundo moderno compuesto, dice, por bribones e imbéciles. Le guiaba el pesimismo de Schopenhauer e inventó el estilo que llamó "naturalismo espiritualista".
En A contrapelo (1884), con distintas traducciones, famosa novela que se convirtió en modelo del decadentismo más exquisito, rompe claramente con la estética naturalista; pues las tendencias al artificio por parte del protagonista, "Des Esseintes", son otros tantos impulsos hacia un ideal de vida. 

## Ocultismo
En 1889 Rémy de Gourmont le presenta a su amante, Berthe de Courrière. Antes, ella había sido amante del escultor Auguste Clésinger. Ella es quien lo inicia en el ocultismo y el espiritismo y se vuelve posteriormente la mujer que inspira su personaje de Madame Chantelouve en "Là-bas", novela extraña sobre la demonología medieval en la que el protagonista está escribiendo una biografía sobre Gilles de Rais, sanguinario aristócrata, mezclada con el presente. Para documentarse, se entrevista con el abad Boullan (que había colgado los hábitos). Este último aparecerá en la obra como el doctor Johannes.Había sido abad en el llamado "Templo de Belén" en la ciudad de Sèvres en 1859 y protagonizó en el seno de la Iglesia Católica misas negras, orgías, actos satánicos y no pocos delirios que hicieron de su vida un auténtico misterio lleno de carisma y extraños secretos. Expulsado de la Iglesia por herejía, también fue condenado por estafa a tres años de cárcel.
"Là-bas" es una novela de éxito que ha tenido diversas traducciones; Luis Buñuel escribió un guion sobre ella con Jean-Claude Carrièreque no llegó a filmarse.

## Catolicismo
En 1892, se convierte al catolicismo. Sus novelas "En ruta" (1895) y "La catedral "(1898) están dedicadas a narrar esa experiencia religiosa y mística. Se retiró en 1899 al monasterio benedictino de Ligugé, en Francia, permaneciendo allí dos años, en los que compartió la vida cotidiana de los monjes y se preparó para ser oblato. Durante su estancia en el monasterio escribió "Sainte Lydwine", una biografía novelada sobre Santa Liduvina, que fue publicada posteriormente en París (1901). Pero en 1901, la ley de asociaciones disolvió la comunidad del monasterio, empujando a los monjes al exilio y obligando a Huysmans a regresar a París. Allí comienza a escribir "L'Oblat" (1903), basado en sus vivencias en el convento.

## Crítico de arte
Huysmans era descendiente, a través de su padre, de una línea de pintores flamencos. Ciertas pinturas del más famoso de sus antepasados, Cornelis Huysmans, pintor en Amberes a finales del siglo XVII, se encuentran hoy en París en el Museo del Louvre. Además, Huysmans, que se había cambiado su primer nombre (Georges-Charles) para adoptar un nombre que sonara mejor y evocara mejor sus orígenes holandeses (Joris-Karl), comenzó publicando descripciones de pinturas de pintores holandeses: "Le Bon compagnon de Frans Hals” (1875) y “Le Cellier de Pieter de Hooch” (1875).
A partir de 1876, Huysmans colaboró, como columnista de arte, con varios periódicos para los que escribió reportajes sobre los Salones de pintura. A través de su trabajo como crítico de arte, ayudó a promover la pintura impresionista y el movimiento simbolista en Francia, y ayudó al público a redescubrir el trabajo de los artistas primitivos flamencos.
Posteriormente, descubre las pinturas de varios jóvenes artistas independientes que exponen fuera de los Salones oficiales, donde sus obras eran sistemáticamente rechazadas por el jurado. Se entusiasmó con Édouard Manet, de quien elogió un cuadro titulado Nana: “Nana es indiscutiblemente uno de los mejores lienzos que ha firmado. Es superior a muchas de las lamentables obras expuestas en el Salón de 1877” . A partir de entonces, Huysmans tomó la delantera en la lucha por imponer el impresionismo al público, al que presentó sucesivamente las obras de Claude Monet, Edgar Degas, Gustave Caillebotte, Paul Cézanne, Camille Pissarro, Paul Gauguin, Georges Seurat. Fustiga a los principales representantes del Neoclasicismo: Alexandre Cabanel, Jean-Léon Gérôme o Carolus-Duran. Alrededor de 1889, Huysmans descubrió las obras de Odilon Redon, Gustave Moreau, Jean-François Raffaëlli y Félicien Rops y participó en gran medida en dar a conocer al público el movimiento del simbolismo en la pintura. Entre las mujeres artistas destacó en 1879 a la pintora de inspiración simbolista Louise Desbordes, que luego se casaría con el grabador Charles Jouas, que ilustraría "La Catedral".
Más tarde reunió sus numerosas crónicas de arte en dos colecciones: "Arte moderno" (1883), "Algunos" (1889). En "Arte moderno", escribe sobre la visita a salones oficiales y exposiciones impresionistas; en "Algunos", relata sus gustos personales, sobre todo los pintores Pierre Puvis de Chavannes, Gustave Moreau, Odilon Redon, Félicien Rops, etc. Claude Monet, después de leerlos, dijo: “Nunca se ha escrito tan bien, sobre los artistas modernos". Fue uno de los más importantes descubridores del arte, avanzado el siglo. En 1908 se publicó póstumamente "Tres Primitivos", compuesto por una monografía de Grünewald y el relato de la visita al Instituto Stäedel de Frankfurt.

## Fallecimiento
Murió soltero, tras un cáncer de mandíbula, el 12 de mayo de 1907. Está enterrado en el Cementerio de Montparnasse en París.

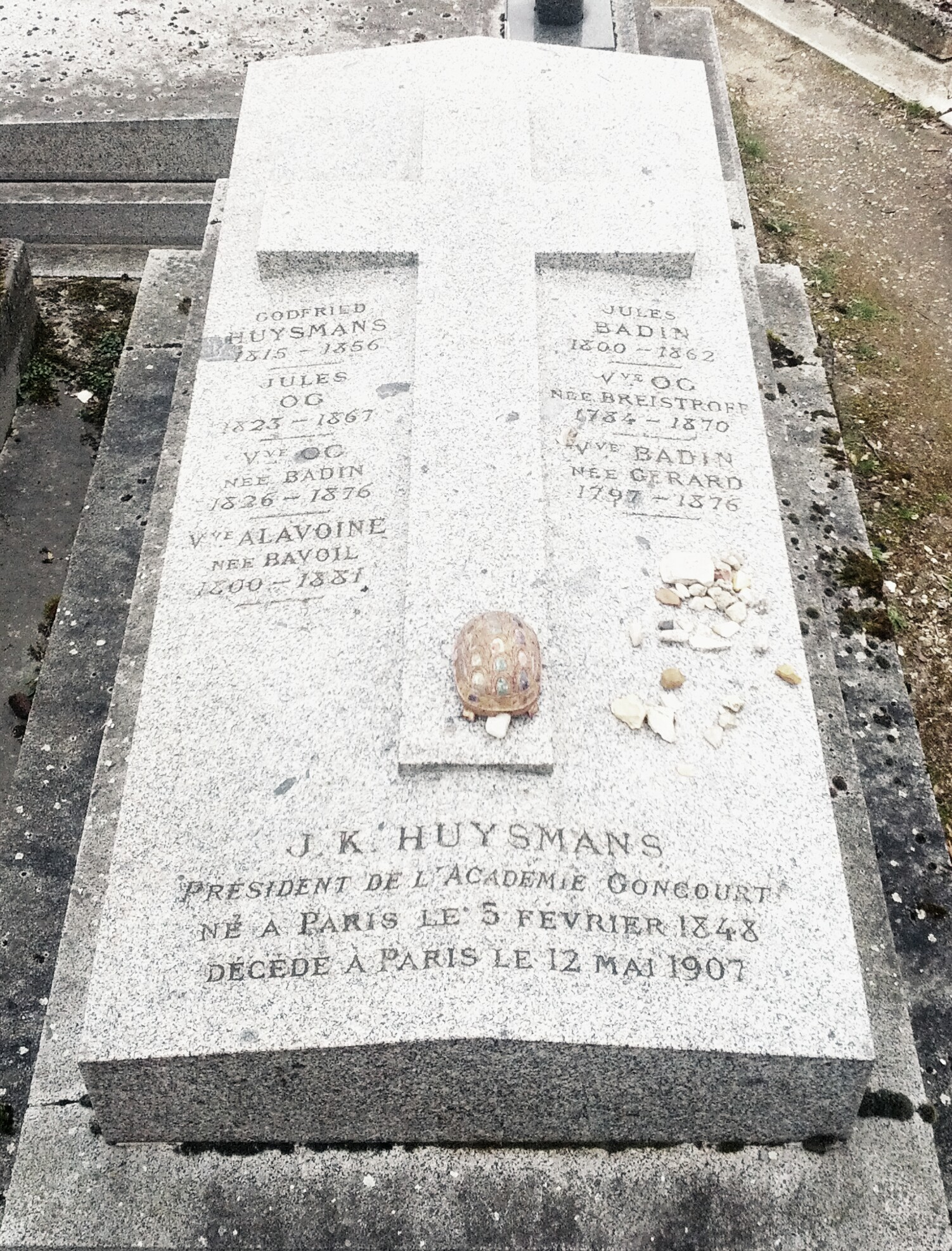
Tumba de Huysmans

.

## Legado
Fue un escritor admirado por muy distintos lectores, dada la evolución de sus gustos. Paul Valéry percibió su novedad, y Marcel Proust lo tuvo muy en cuenta para transmitir sus sensaciones entremezcladas. En los últimos años se han reeditado en Francia sus novelas en antologías, y se han logrado nuevos libros suyos desde diversas perspectivas, sea Zola, sus escritos artísticos, las entrevistas con la prensa o su correspondencia. Se han traducido en diversas ocasiones al castellano y al catalán.
Después de leer "À rebours", el escritor católico Barbey d'Aurevilly predijo que un día Huysmans tendría que elegir entre "la boca de un fusil o los pies de la cruz", en un artículo de "Le Constitutionnel" del 28 de julio de 1884, tomado en el volumen "Le Roman Contemporain" publicado en 1902. Asimismo, tras el "libro negro" que fue "Allá lejos", en el que aparece un profundo antimeridionalismo, Huysmans planea escribir un "libro blanco", que exploraría el universo de la mística. El cristianismo, a través de una forma literaria completamente nueva que él llama "naturalismo espiritualista". Esta novela, titulada "En ruta" (1895), recorre las sucesivas etapas de la lenta y dolorosa conversión de su autor a la religión católica.
En La Cathédrale, una novela bien documentada que Huysmans publicó en 1898, estudia el simbolismo cristiano en el marco majestuoso pero romántico de la catedral de Chartres. Al mismo tiempo, exploró los tesoros de la arquitectura religiosa en París y compuso varias monografías y estudios históricos sobre varios monumentos. Luego se interesó por todas las formas de arte sacro, desde la literatura mística (Jan van Ruusbroec, Teresa de Ávila, etc.), hasta el canto llano, pasando por la pintura y la escultura religiosa.
Michel Houellebecq en su novela Sumisión convirtió al protagonista en un trasunto de Huysmans. Se trata de un catedrático, especialista en la obra de este autor.

## Obras
- Le drageoir aux épices, 1874.
- Marta, 1877.
- Las hermanas Vatard, 1879.

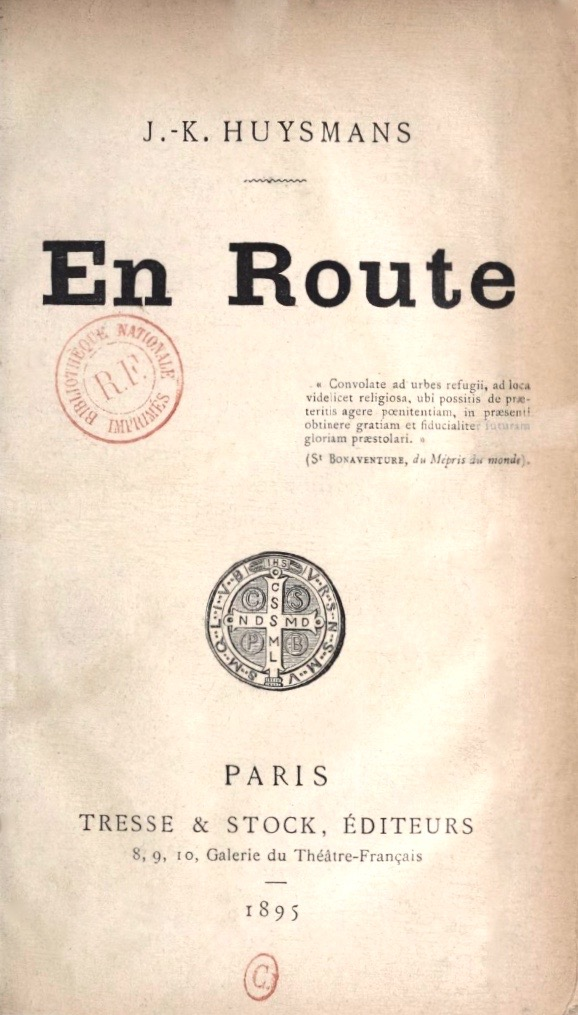
En Route

- Croquis parisiens, 1880. Trad. en Aguas grises, cuatro.ediciones, 2010, traducción y prólogo de Antonio Martínez Sarrión.
- En ménage, 1881.
- A vau l'eau, 1882. Trad. A la deriva o Aguas abajo, en Aguas grises, cuatro.ediciones, 2010.
- L'art moderne, 1883. Trad. El arte moderno, Tecnos, 2002.
- A rebours, 1884. Trad. A contrapelo, Cátedra, 1984; o Contra Natura, Tusquets, 1980; o Al revés, Bruguera, 1986, prólogo de Luis Antonio de Villena, traducción de Germán Gómez de la Mata.
- En rade, 1887. Trad. En rada,[11] Amigos de la historia, 1977.
- La bas, 1891. Trad. Allá abajo, Ediciones Picazo, 1978, traducción de Joaquín Regot; prólogo y notas de Felix Llaugé Dausá; o Allá lejos, Valdemar, 2002.
- En route, 1895. Trad. En camino, Homo Legens, 2007.
- La catedrale, 1898.
- Sainte Lydwine de Schiedam, 1901.
- L'Oblat, 1903.
- Les foules de Lourdes, 1906.
- Trois Églises et trois Primitifs, 1908.

### Crítica
- Arte moderno (1883)
- Algunos (1889)
- Tres primitivos (1905)

## Ediciones modernas
- Écrits sur l’art (1867-1905) Archivado el 14 de noviembre de 2008 en Wayback Machine., París, Bartillat, 2006.
- À Paris, París, Bartillat, 2005.
- Les Églises de Paris Archivado el 6 de diciembre de 2006 en Wayback Machine., París, Éditions de Paris, 2005.
- Le Drageoir aux épices Archivado el 5 de diciembre de 2006 en Wayback Machine., París, Honoré Champion, 2003. Las cuatro, con introducciones de Patrice Locmant.

## Sobre Huysmans
- Patrice Locmant, J.-K. Huysmans, le forçat de la vie Archivado el 22 de octubre de 2021 en Wayback Machine., Bartillat, 2007.
- Enrique Vila-Matas, «Al revés».
- R. Baldick, La Vie de J.-K. Huysmans, París, Denoël, 1958